# Marcel Sijm
Marcel Sijm is een Nederlandse theatermaker die gespecialiseerd is in het regisseren van nieuwe muziektheaterstukken.

## Opleiding
Sijm volgde eerst een opleiding als verpleger (diploma A en B) voor hij regie ging studeren aan de Amsterdamse Hogeschool voor de Kunsten (1987/88). Hij wilde echter zelf de praktijk in en regisseerde ‘De miraculeuze comeback van Mea L. Loman’ van Guus Vleugel en Ton Vorstenbosch bij Theater NaNookNoNo en ‘Mahagonny 1989’ gebaseerd op de opera van Kurt Weill en Bertolt Brecht bij het Nederlands Zangtheater.

## Carrière
Hij speelde zelf in de theatervoorstelling Entertaining Mr. Sloane van Joe Orton 1989 en in ‘De fantasten van Robert Musil 1990. 1991 regisseerde hij de voorstelling Gefrohrene Tränen, die hij zelf schreef, gebaseerd op het gelijknamige Lied van Franz Schubert. Van 1990 t/m 1994 was hij tourneemanager van het Ricciotti Ensemble, een groep van amateurs en professionals. Sijm was regieassistent en voorstellingsleider bij de De Nationale Opera Amsterdam (Der fliegende Holländer 1993, Jenufa 1997, beide in regie van Richard Jones) en De Nederlandse Reisopera Enschede (Macbeth regie Friedrich Meyer Oertel, 1995, Aap verslaat de knekelgeest, regie Ernst Theo Richter 1996).
Bij de Nederlandse Reisopera in Enschede regisseerde hij vervolgens Der Freischütz van Carl Maria von Weber 2003, de wereldpremière van Snow White van Micha Hamel 2008 en de musical Sweeney Todd van Stephen Sondheim 2014. In de loop der jaren specialiseerde zich Marcel Sijm op hedendaags repertoire en verwierf nationale en internationale bekendheid met zijn regies bij De Nationale Opera Amsterdam van Legende van Peter Jan Wagemans in 2011, Kopernikus van Claude Vivier in 2014, Reimsreisje in een bewerking van Bob Zimmermann, gebaseerd op de opera Il viaggio a Reims van Gioacchino Rossini, in 2015, Hondenhartje van Florian Magnus Maier en Oene Geel in 2017 (reprise 2018), Might of Mourning in 2019, een voorstelling op teksten van de filosofe Ivana Ivkovic in 2019, en Ritratto van Willem Jeths in 2020 (reprise 2021).
Met de voorstellingen van Reimsreisje en Hondenhartje begon een lange reeks van regies van werken voor kinderen en jongeren. Vaak werkte hij samen met scholen, zoals het Cygnus Gymnasium in Amsterdam, waar hij samen met de scholieren zijn voorstellingen zelf ontwikkelde. Er volgden talrijke participatie projecten. 
Marcel Sijm was tevens artistiek leider van het Poortersfestival voor contemporaine muziek in Amersfoort (2003-2006) en van het orkest Max Tak (2007/08) voor wie hij de voorstellingen Ik en de Koningin en De reis naar de steppe ontwikkelde. Ook creëerde hij vocale installaties in musea in het binnen- en buitenland, zoals het Stedelijk Museum Amsterdam, museum De Speelklok in Utrecht en het Museum Ludwig in Keulen.
Sijm toont zich als een maatschappelijk betrokken regisseur en probeert desbetreffende thema's in al zijn voorstellingen een plek te geven. Zo werkte hij samen met Club Gewalt (Rotterdam) voor een werk over de klimaatcrisis ‘Antropoceen, de musical’.  Nog voor het begin van het inmiddels bekende festival Ruhrtriennale onwikkelde hij 1996 de voorstelling ‘Verschollen’ in Zeche Zollverein in Essen, met werken van Leoš Janáček en Dominick Argento voor ‘Off Opera’. In Bari, Italië, trad hij met de wereldpremière van ‘Robin Hood’, een jeugdopera met muziek van Michele Dall’Ongaro’, 2022, naar voren.
Sinds zijn beginjaren is Marcel Sijm steeds meer gaan twijfelen aan de zeggingskracht van het historische operakanon en heeft zich toegelegd op het brengen van nieuw, relevant muziektheaterwerk.

## Persoonlijk leven
Marcel Sijm is het dertiende kind uit een gezin met zeventien kinderen. Hij is de partner van bariton Dale Duesing.